# Мара Сантанджело
Мара Сантанджело (на италиански: Mara Santangelo) е професионална тенисистка от Италия. Професионалната кариера на италианската тенисистка стартира през 2003 г.
Мара Сантанджело участва в шампионския отбор на Италия заедно с Флавия Пенета, Франческа Скиавоне и Роберта Винчи, който през 2006 г., печели „Фед Къп“ срещу представителната селекция на Белгия. На 19 януари 2006 г., Мара Сантанджело печели своята единствена шампионска титла от турнир, провеждан под юрисдикцията на Женската тенис асоциация (WTA). Това се случва във финалната среща на турнира в индийския град Бангалор, където италианската тенисистка побеждава представителката на Хърватия Йелена Костанич.
Безспорно най-успешната в кариерата на италианската тенисистка е календарната 2007 г. През същата година, италианската тенисистка печели седем титли от турнирите по двойки, в които си партнира с Никол Прат, Алиша Молик, Катарина Среботник, Саня Мирза и Натали Деши. С особено висока стойност за Мара Сантанджело е победата на „Откритото първенство на Франция“, в което тя си партнира с австралийката Алиша Молик, заедно с която пречупват съпротивата на Ай Сугияма и Катарина Среботник в два сета 7:6, 6:4. През 2007 г., италианката отново играе финална среща този път на сингъл, който губи от Ярослава Шведова на турнира в Бангалор с резултат 4:6, 4:6. През същата година, представителният отбор на Италия за „Фед Къп“, отново с Мара Сантанджело в редиците си се изправя в нов финален сблъсък този път с отбора на Русия, който губи с резултат 0:4. Изключително последователното представяне на Мара Сантанджело през 2007 г. ѝ гарантира най-доброто ѝ класиране в ранглистата на женския тенис 27-а позиция на сингъл и 5-а на двойки.
През 2009 г., италианската тенисистка печели още три титли на двойки на турнирите в Оукланд, Монтерей и Страсбург, в които си партнира с френската тенисистка Натали Деши.
През 2011 г. италианската тенисистка публично обявява своето оттегляне от активна състезателна дейност в областта на професионалния тенис.